# Clemencia García Villasmil
Clemencia García Villasmil (Caracas, Venezuela 7 de noviembre de 1925-Ibídem, 18 de junio de 2000) fue una reconocida científica venezolana especializada en Física Radiológica, pionera del área en Venezuela. Fue fundadora del Laboratorio Henry Becquerel, el área de Física de Radiaciones del Hospital Oncológico Luis Razetti en Cotiza, Parroquia San José, Caracas, Venezuela, del Hospital José María Vargas, La Guaira, Venezuela y del Hospital Central de las Fuerzas Armadas, ahora Hospital Militar Dr. Carlos Arvelo.

## Biografía
Hija del abogado Luis Martín García Arraga y de la pianista Adelina Villasmil Fuentes. Aún infante, su familia se traslada a Suiza y cursa sus primeros estudios en la Escuela Brechbühl, pero al comenzar la Segunda Guerra Mundial regresan a Venezuela. Obtiene su título de Bachiller en Física y Matemáticas en el Liceo Fermín Toro y posteriormente el título de Licenciada en Física y Matemáticas en el Instituto Pedagógico de Caracas.
Gracias a una beca del Ministerio de Sanidad y Asistencia Social de Venezuela, asiste a la Universidad de Columbia, en Colorado, Estados Unidos, donde se destaca como la única mujer de su promoción. Allí obtiene su Ph.D. en Física Radiológica.
Nuevamente en Caracas, funda el Laboratorio Henri Becquerel en 1953 el cual prestaba servicios de dosimetría personal. En ese campo, se encargó de la calibración de las unidades de radioterapia existentes en Venezuela enviándolas al Instituto Nacional de Estándares del Distrito Capital Washington, en Estados Unidos, y de la enseñanza a los médicos especialistas así como de realizar los cálculos para los tratamientos de radioterapia.
En 1956 se traslada a la Universidad de Puerto Rico, donde estudia el uso médico de los isótopos radioactivos luego se dirige a Alemania para cursar estudios de posgrado en Dosimetría Personal por Película en la Universidad de Erlangen.
En la década de los 60, realiza una investigación que demostró una falla de diseño en las unidades de cobalto fabricadas por empresa estatal Energía Atómica de Canadá, por lo que recibió una mención honorífica de esa compañía.

Fundó el área de Física de Radiaciones del Hospital Oncológico” Dr. Luis Razetti en Cotiza, del Hospital “JM Vargas de la Guaira y del Hospital Militar “Dr. Carlos Arvelo”. Igualmente dirigió el área de Física de Radiaciones del Hospital “Domingo Luciani” y del Hospital Universitario de la UCV, siendo en ese entonces la única docente no médica de ese hospital. En el Hospital Militar “Dr. Carlos Arvelo” la primera vez que se presentó una película en sus jornadas científicas anuales fue en el año 1965, durante el II Coloquio Médico una de estas fue: “efectos biológicos de los rayos X,” cuya autora fue la Dra. García Villasmil.
Ingrid Nass de Ledo

Fue miembro fundador de la Sociedad Venezolana de Oncología y de la Sociedad Venezolana de Radioterapia y fue miembro asociado de la Sociedad Venezolana de Radiología.
Fallece siendo docente activo del Hospital Universitario de la Universidad Central de Venezuela, el 18 de junio de 2000.

## Vida personal
Su primer matrimonio fue con el Baron Guillermo Fuzy y su segundo matrimonio con Román Alfonzo Chalbaud Troconis con quien tuvo un hijo, Alejandro Chalbaud.

## Trayectoria académica
- Educación Primaria, Escuela Brechbühl. Ginebra, Suiza.
- Bachiller en Física y Matemáticas, Liceo Fermín Toro. Caracas, Venezuela.
- Licenciada en Física y Matemáticas, Instituto Pedagógico. Caracas, Venezuela.
- Licenciada en Física, Universidad de Columbia. Denver, Estados Unidos.
- Ph.D. en Física Radiológica, Universidad de Columbia (1953). Denver, Estados Unidos.
- Posgrado en Dosimetría Personal por Película, Universidad de Erlangen. Erlangen, Alemania.
- Licenciatura en Educación, Mención Física y Matemáticas, Universidad Católica Andrés Bello (1974). Caracas, Venezuela.

## Premios y honores
- Botón de Oro, por sus 25 años de servicio en el Ministerio de Sanidad y Asistencia Social de Venezuela.

- Botones de Bronce, Cobre y Oro, por años de servicio en el Ministerio de Defensa de Venezuela.

- Reconocimientos de la Universidad Nacional Experimental Politécnica (Caracas, Venezuela) y de la Sociedad Venezolana de Radioterapia.

- Reconocimiento “in memoriam” de la Sociedad Venezolana de Radioterapia Oncológica.